# میدان نفتی هفتکل
میدان نفتی هفتکل از میدان‌های نفتی ایران است، که در محدوده شهرستان هفتکل و در فاصله ۷۵ کیلومتری از شمال شرقی شهر اهواز، در استان خوزستان قرار دارد. این میدان با طول ۳۲ کیلومتر و عرض ۴ کیلومتر، از شمال با میدان نفتی مسجد سلیمان و از جنوب با میدان نفتی کوپال، از شرق با میدان نفتی ماماتین و از غرب با میدان نفتی نفت‌سفید همجوار است.
میدان هفتکل در سال ۱۳۰۶ توسط شرکت نفت ایران و انگلیس، بعنوان دومین میدان نفتی کشور (پس از میدان نفتی مسجدسلیمان) کشف شد و تولید نفت از آن نیز یک سال بعد، آغاز گردید. از سال ۱۳۵۵ تزریق گاز در مخزن آسماری این میدان (بعنوان نخستین میدان تحت تزریق گاز) آغاز شد و هم‌اکنون روزانه معادل ۸۵۰ هزار مترمکعب گاز، به این میدان تزریق می‌شود. در حال حاضر ظرفیت تولید نفت خام این میدان به‌طور متوسط، معادل ۲۶ هزار بشکه در روز می‌باشد. میدان نفتی هفتکل از میادین تحت مدیریت شرکت ملی مناطق نفت‌خیز جنوب است، که عملیات تولید نفت و تزریق گاز در آن، توسط شرکت بهره‌برداری نفت و گاز مسجدسلیمان انجام می‌شود.